# Obręb Leśny Owczarnia

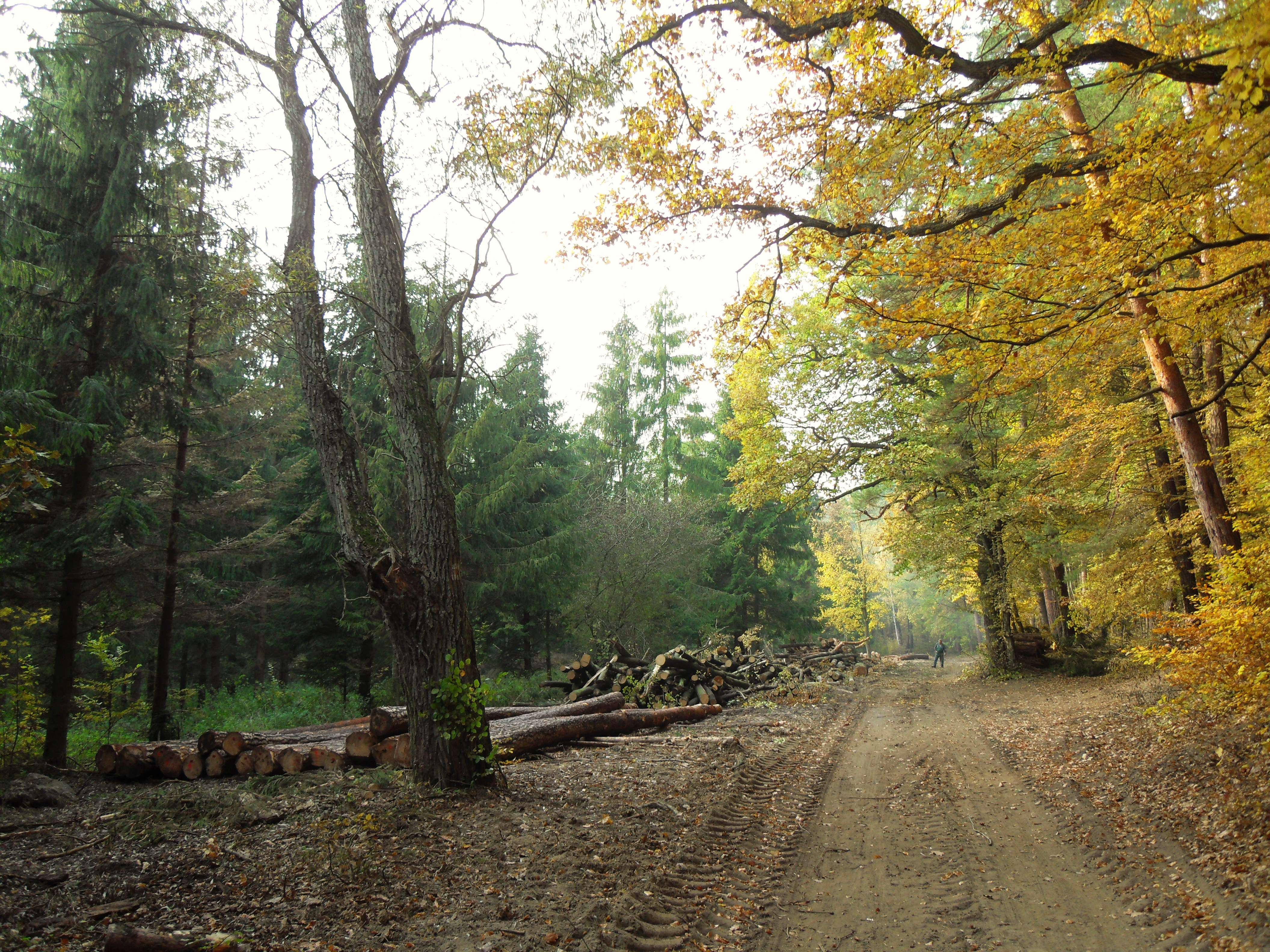
Ul. Kościerska

Obręb Leśny Owczarnia (niem. Forstbelauf Schäferei) – obręb leśny w Gdańsku, w dzielnicach Osowa i Oliwa.
Do 1772 były to dobra klasztoru w Oliwie. Obręb Leśny Owczarnia został przyłączony w granice administracyjne miasta 5 października 1954. Należy do okręgu historycznego Wyżyny.
Obręb Leśny Owczarnia obejmuje środkową część Lasów Oliwskich. Przecinają go jedynie dwie, wyłączone z ruchu samochodowego drogi: ul. Bytowska i ul. Kościerska.

## Położenie
Obrębu Leśnego Owczarnia graniczy:
- od wschodu - z Rynarzewem, Oliwą, Doliną Radości i Obrębem Leśnym Matemblewo
- od południa - z Obrębem Leśnym Matemblewo i Matarnią
- od zachodu - z Matarnią i Owczarnią
- od północy - z Obrębem Leśnym Oliwa i Rynarzewem